# فرانكي رايدر
فرانشيسكا «فرانكي» رايدر (بالإنجليزية: Frankie Rayder) (ولدت هايدي رايدر، في 26 يناير 1975) عارضة أزياء أمريكية ظهرت في عروض أزياء فيكتوريا سيكريت السنوية أربع مرات، كما ظهرت في مجلة سبورتس اليستريتد سويم سووت ايشيوز مرتين.

## روابط خارجية
- فرانكي رايدر على موقع IMDb (الإنجليزية)
- فرانكي رايدر على موقع قاعدة بيانات الفيلم (الإنجليزية)
- فرانكي رايدر على موقع دليل عارضات الأزياء (الإنجليزية)
- فرانكي رايدر في موديلز.كوم
- style.com
- New York Magazine نسخة محفوظة 15 فبراير 2009 على موقع واي باك مشين.
- One Thousand Models
- Frankie Rayder on Askmen.com
- Frankie Rayder swimsuit picture gallery نسخة محفوظة 14 فبراير 2009 على موقع واي باك مشين. at CNN/SI.com